# سنگ‌نوشته اردشیر بابکان
سنگ‌نوشته اردشیر بابکان در نقش رستم شامل دو متن سه‌زبانه به فارسی میانه، پارتی و یونانی است که در سنگ‌نگاره گماردن اردشیر بابکان به مقام شاهنشاهی از سوی اهورامزدا، بر شانه اسب‌های این دو تن ثبت شده‌اند. این دو متن باهم کهن‌ترین و درعین‌حال یکی از کوتاه‌ترین سنگ‌نوشته‌های دولتی دوره ساسانی را شکل می‌دهند. کتیبه مذکور کهن‌ترین سنگ‌نوشته شناخته‌شده به فارسی میانه نیز محسوب می‌شود. ژان شاردن و انگلبرت کمپفر از روی آن در سده ۱۷ ترسیم‌هایی انجام دادند که به‌سبب سه‌زبانگی سنگ‌نوشته، کمک بزرگی به سیلوستر دوساسی برای رمزگشایی از خط پهلوی در سال ۱۷۹۳ کرد.

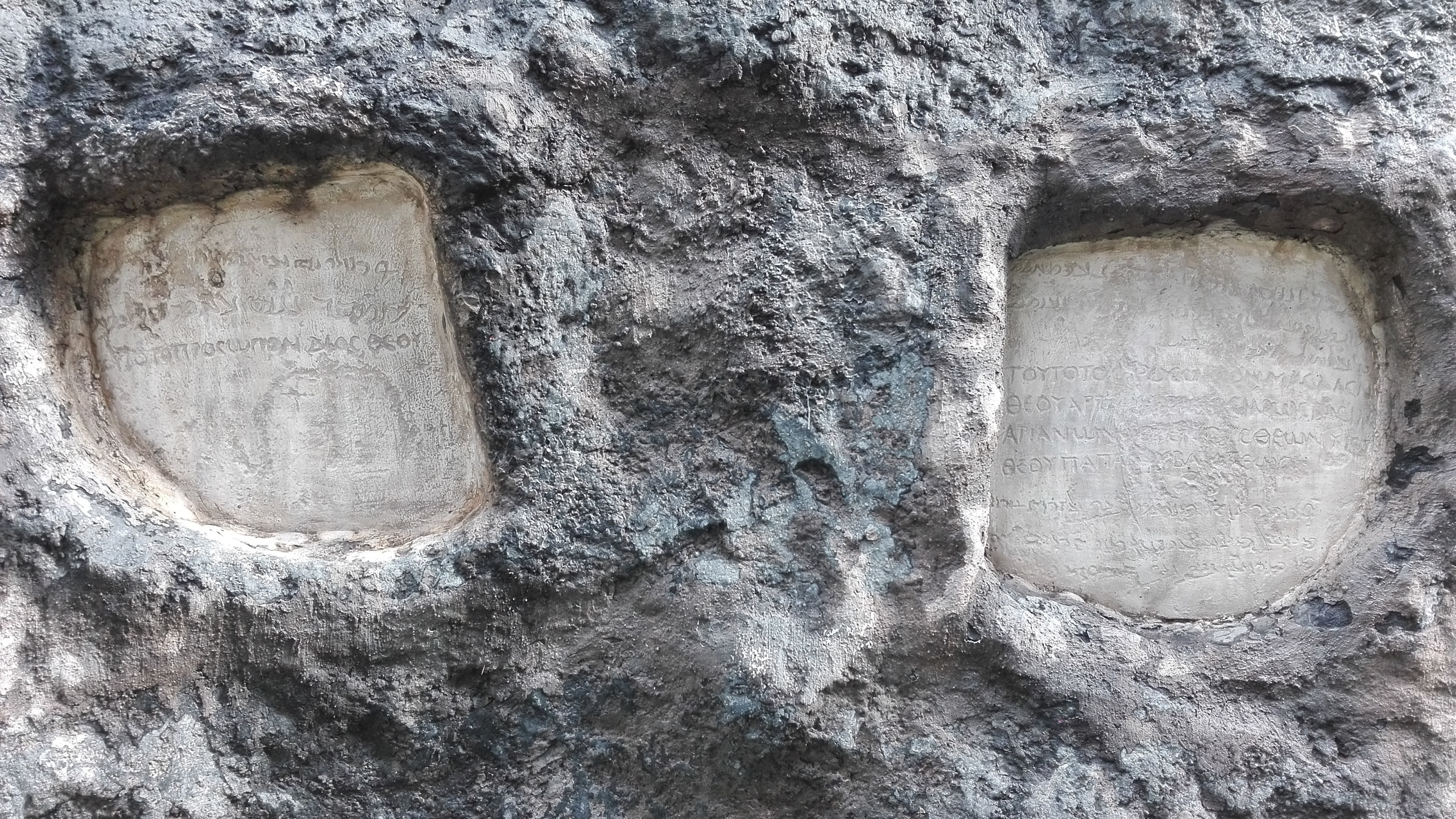
کپی متن‌ها در باغ موزه کتیبه‌ها، تهران

علی‌رغم رسمیت فارسی میانه از آغاز دوره ساسانی، پارتی و یونانی به‌عنوان زبان‌هایی با پیشینه دولتی کهن‌تر دست‌کم توسط اردشیر و شاپور یکم در سنگ‌نوشته‌های سلطنتی به‌کار می‌رفتند. بااین‌حال از زمان نرسه، یونانی از رسمیت افتاد و در سنگ‌نوشته‌های به‌جامانده از جانشینان نرسه، تنها فارسی میانه دیده می‌شود. کاربرد سه زبان در ابتدای دوره ساسانی، یادآور سنگ‌نوشته‌های هخامنشی است.

## درون‌مایه

### اردشیر بابکان
این متن ANRm-a نامیده می‌شود و از بالا به پایین شامل سه سطر به پارتی، چهار سطر به یونانی و سه سطر نیز به فارسی میانه است. متن بازسازی‌شده و ترجمه‌اش چنین است:

𐭐𐭕𐭊𐭓 𐭆𐭍𐭄 𐭌𐭆𐭃𐭉𐭆𐭍 𐭀𐭋𐭇𐭀 𐭀𐭓𐭕𐭇𐭔𐭕𐭓
𐭌𐭋𐭊𐭉𐭍 𐭌𐭋𐭊𐭀 𐭀𐭓𐭉𐭀𐭍 𐭌𐭍𐭅 𐭔𐭉𐭇𐭓 𐭌𐭍 𐭉𐭀𐭆𐭕𐭍
𐭁𐭓𐭉 𐭀𐭋𐭇𐭀 𐭐𐭀𐭐𐭊 𐭌𐭋𐭊𐭀
ΤΟΥΤΟ ΤΟ ΠΡΟCѠΠΟΝ ΜΑCΔΑCΝΟΥ
ΘΕΟΥ ΑΡΤΑΞΑΡΟΥ ΒΑCΙΛΕѠC ΒΑCΙΛΕѠΝ
ΑΡΙΑΝѠΝ ΕΚ ΓΕΝΟΥΚ ΘΕѠΝ ΥΙΟΥ
ΘΕΟΥ ΠΑΠΑΚΟΥ ΒΑCΙΛΕѠC
𐭯𐭲𐭪𐭥𐭩 𐭦𐭭𐭤 𐭬𐭦𐭣𐭩𐭮𐭭 𐭡𐭢𐭩 𐭠𐭥𐭲𐭧𐭱𐭲𐭥
𐭬𐭫𐭪𐭠𐭭 𐭬𐭫𐭪𐭠 𐭠𐭩𐭥𐭠𐭭 𐭬𐭭𐭥 𐭰𐭲𐭩𐭥
𐭬𐭭 𐭩𐭦𐭲𐭠𐭭 𐭡𐭥𐭤 𐭡𐭢𐭩 𐭯𐭠𐭯𐭪𐭩 𐭬𐭫𐭪𐭠این پیکر مزداپرست، خداوندگار اردشیر، شاهنشاه ایران که تبار از ایزدان دارد، پسر خداوندگار بابک‌شاه.

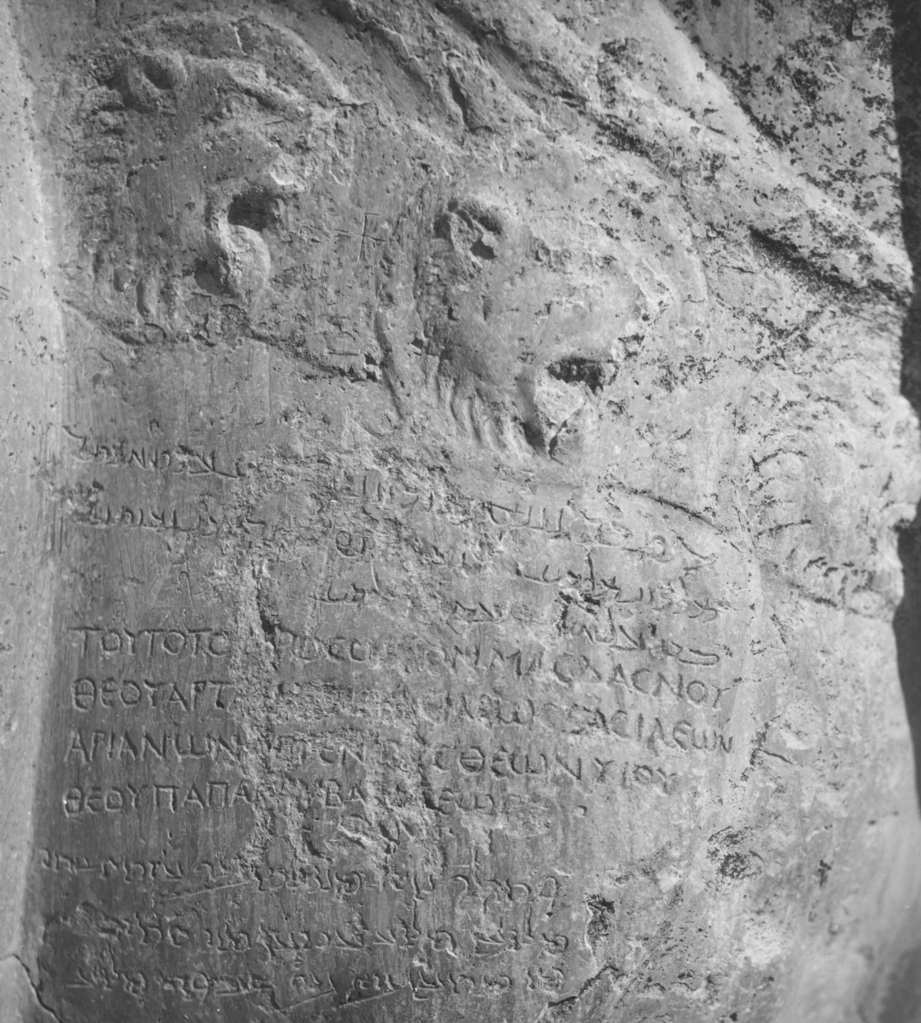
متن مربوط به اردشیر بابکان

عناوین داده‌شده به اردشیر و پدرش در متن با عناوین به‌کاررفته در سکه‌های هم‌دوره تطابق دارد. در کنار سکه‌ها، این کهن‌ترین ارجاع به نام ایران به‌مثابه نامی سیاسی و حکومتی است.

### اهورامزدا
با نام ANRm-b شناخته می‌شود و درمجموع تنها سه سطر دارد؛ از بالا به پایین، شامل یک سطر برای هر کدام از زبان‌های فارسی میانه، پارتی و یونانی. این ترتیب با ترتیب کتیبه سه‌زبانه سنگ‌نگاره شاپور یکم در نقش رجب هماهنگ است. متن بازسازی‌شده و ترجمه آن:

𐭯𐭲𐭪𐭥𐭩 𐭦𐭭𐭤 𐭠𐭥𐭧𐭥𐭬𐭦𐭣𐭩 𐭡𐭢𐭩
𐭐𐭕𐭊𐭓 𐭆𐭍𐭄 𐭀𐭇𐭅𐭓𐭌𐭆𐭃 𐭀𐭋𐭇𐭀
ΤΟΥΤΟ ΤΟ ΠΡΟCѠΠΟΝ ΔΙΟC ΘΕΟΥاین پیکر خداوندگار اهورامزدا.

نکته قابل‌توجه درج نام زئوس (Diōs / ΔΙΟC) در رونوشت یونانی به‌عنوان برابری برای نام اهورامزدا است که ادامه یافتن سنت تلفیق دینی دوره اشکانی را نشان می‌دهد. Ohrmazd یا Hormizd در فارسی میانه و Aramazd در پارتی صورت‌های نام اهورامزدا در متن هستند.